# Presbytis chrysomelas
Presbytis chrysomelas är en primat i släktet bladapor som förekommer på Borneo.
Arten har flera från varandra skilda populationer i västra delen av Borneo. Möjligen finns arten även i centrala och norra delar. Habitatet utgörs av fuktiga skogar som mangrove och träskmarker. Individerna bildar flockar som har 3 till 7 medlemmar.
Denna bladapa väger 5,5 till 7 kg och kroppslängden (huvud och bål) är cirka 52 cm. Därtill kommer en lång svans. Hos Presbytis chrysomelas förekommer två färgvarianter. Den första är huvudsakligen svart förutom buken och vissa andra delar av undersidan som är grå till vitaktig. Den andra färgvarianten är främst rödbrun och buken har en ljusare färg. Hos båda varianter är underarmar, händer och fötter svarta. Vissa individer har ett vitt skägg (hos båda varianter) och hos ungar kan även andra delar av pälsen vara vita. Den svarta färgen är ett bra kamouflage i skogar med många skuggor. Antagligen imiterar den röda varianten en orangutang.
Liksom andra släktmedlemmar äter Presbytis chrysomelas huvudsakligen unga blad. Dessutom ingår frukter i födan. Hannens typiska läte beskrivs som ke-ke-ke-ke-ke men arten har även andra läten för kommunikationen. Flocken rör sig huvudsakligen horisontal i trädens kronor. En avvikande vertikal rörelse iakttogs bara på morgonen hos flockens alfahanne och enstaka andra dominanta hannar. Gruppens medlemmar vandrar bara 30 till 55 meter per dag.
Det största hotet utgörs av skogens omvandling till oljepalmodlingar. IUCN uppskattar att beståndet minskade med 80 procent under de senaste 30 åren (tre generationer) och listar Presbytis chrysomelas som akut hotad (CR).